# Spaz
Spaz è un brano musicale dei N.E.R.D, estratto come secondo singolo dall'album Seeing Sounds del 2008.
Il video musicale prodotto per Spaz è stato diretto dal regista Robert Hales.

## Tracce
Digital Download
1. Spaz - 3:51

## Classifiche
| Classifica (2008)                     | Posizione più alta |
| ------------------------------------- | ------------------ |
| U.S. Billboard Bubbling Under Hot 100 | 6                  |